# Mokhtar Naili
Mokhtar Naili (arabe : المختار النايلي), né le 3 septembre 1953 à Tunis, est un footballeur tunisien au poste de gardien de but.
Il reste célèbre pour avoir été le portier de l'équipe de Tunisie lors de la coupe du monde 1978 en Argentine. À cette occasion, la Tunisie surprend le monde du football en battant le Mexique par 3 buts à 1 et surtout en tenant en échec la RFA tenante du titre (0-0).
Pourtant, à l'origine, Naili ne devait pas disputer ce mondial puisqu'il n'était que la doublure du gardien Sadok Sassi, non seulement en équipe nationale mais aussi au Club africain. Mais un match de préparation raté de Sassi contre les Pays-Bas (0-4) a poussé le sélectionneur tunisien à sélectionner Naili.
Par la suite, Naili aligne trente sélections avec l'équipe de Tunisie jusqu'à son dernier match en juin 1982. Il a été entraîneur des gardiens de l'équipe de Tunisie.

## Palmarès
- Championnat de Tunisie : 1973, 1974, 1979, 1980
- Coupe de Tunisie : 1972, 1973, 1976
- Coupe du Maghreb des clubs champions : 1974, 1975, 1976